# Пространство отрицательной размерности
В топологии пространство отрицательной размерности является расширением обычного понятия пространства, допускающего отрицательную размерность.

## Определение
Предположим, что Mt0 является компактным пространством хаусдорфовой размерности t0, являющимся элементом шкалы компактных пространств, вложенных друг в друга и параметризованных t (0 < t < ∞). Такие шкалы считаются эквивалентными относительно Mt0, если составляющие их компактные пространства совпадают при t ≥ t0. Говорят, что компактное пространство Mt0 является «дырой» в этом эквивалентном наборе шкал, а −t0 является отрицательной размерностью соответствующего класса эквивалентности.

## История
К 1940-м годам в топологии была разработана основная теория топологических пространств положительных размерностей, после чего некоторые топологи стали искать подходы, которые расширили наше представление о пространстве, в том числе пространстве отрицательных размерностей. Такие пространства, а также четырёх- и более мерные пространства трудно представить, поскольку мы не можем их непосредственно наблюдать. Только в 1960-х годах была разработана специальная топологическая теория — категория спектров. Спектр в топологии — это обобщение пространства, которое учитывает в том числе отрицательную размерность. Концепция пространств отрицательной размерности применяется, например, для анализа лингвистической статистики.